# Kolinda Grabar-Kitarović

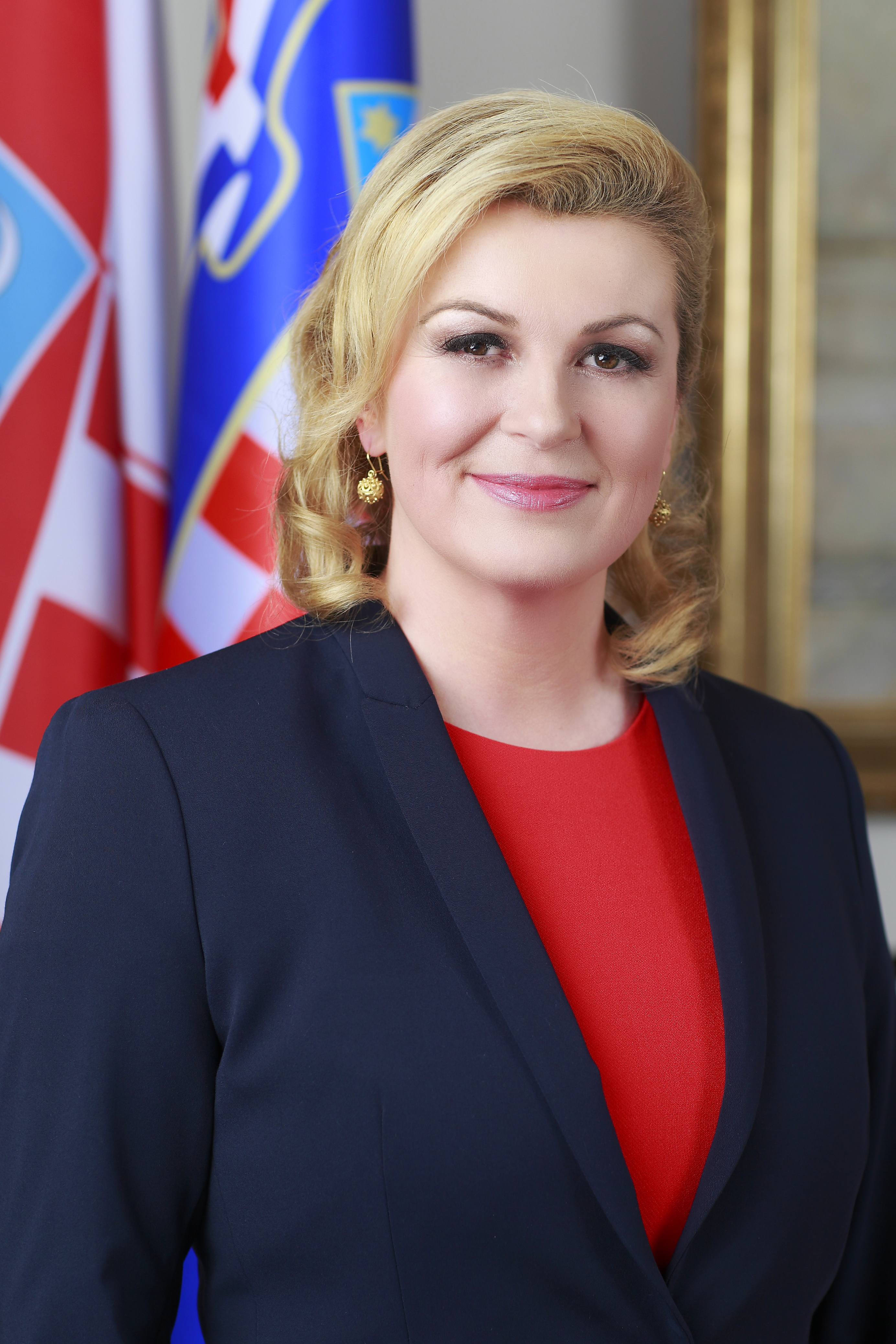
Kolinda Grabar-Kitarović (2015)

Kolinda Grabar-Kitarović (* 29. April 1968 als Kolinda Grabar in Rijeka, Sozialistische Republik Kroatien, SFR Jugoslawien) ist eine kroatische Politikerin und Diplomatin, die vom 15. Februar 2015 bis 18. Februar 2020 Staatspräsidentin Kroatiens war. 
Bis zu ihrer Wahl zur Staatspräsidentin war sie Mitglied der Hrvatska demokratska zajednica (HDZ). Kroatische Präsidenten müssen ihre Parteimitgliedschaft ablegen.

## Kindheit, Jugend und Ausbildung

### Herkunft
Kolinda wurde als erstes von zwei Kindern geboren. Ihre Familie wohnte in der Ortschaft Lubarska bei Rijeka. Ihr Vater Branko hatte eine Fleischhauerei, in der dann auch ihr fünf Jahre jüngerer Bruder Branko arbeitete. Sie pendelte jeden Tag nach Rijeka zur Schule. Als Jugendliche wollte sie Stewardess oder Übersetzerin werden. Nach der dritten Klasse des Gymnasiums in Rijeka ging sie im Rahmen eines Austauschs in die Vereinigten Staaten und blieb dann ein Jahr lang bei einer Familie in Los Alamos (New Mexico).
Der Großvater mütterlicherseits war Mitglied der Kroatischen Bauernpartei. Zur Zeit des Zweiten Weltkriegs schloss er sich wegen der Verbrechen italienischer Faschisten in seiner Heimatregion der antifaschistischen Bewegung an. Die Enkelin meinte später, dass ihr Großvater zu den Partisanen ging, um einer Gefangennahme und Erschießung durch die Italiener zu entgehen. Im Frühling 1945 wurde er im Kampf mit Deutschen um Rijeka schwer verletzt. Er starb 60-jährig an den Folgen der Verwundungen. Ihre Großmutter rettete einen Pfarrer aus Grobnik vor der Erschießung. Die gläubigen Großeltern wurden nach dem Krieg zu Gegnern des Kommunismus.

### Ausbildung
Die Fleischhauerstochter kam mit 17 als Austauschschülerin in die Vereinigten Staaten, wo sie nach einem Jahr die High School in Los Alamos (New Mexico) abschloss. Sie studierte Englisch und Spanisch an der Universität Zagreb mit dem Abschlussdiplom (1993). 1995/96 folgten ein Aufbaustudium in Deutsch und zusätzliche diplomatische Ausbildungen an der Diplomatischen Akademie Wien. Sie verbrachte Studienaufenthalte bei internationalen Institutionen, unter anderem in Genf, Straßburg und Brüssel. 2000 machte sie an der Universität Zagreb in Politikwissenschaft ihren Master-Abschluss in dem Fach Internationale Beziehungen. Mit dem Fulbright-Programm kam Grabar-Kitarović anschließend an die George Washington University und erhielt weitere Stipendien, u. a. für die Harvard University und die Johns Hopkins University.

## Politische Karriere
1992 arbeitete Grabar-Kitarović im neugebildeten Ministerium für Wissenschaft und Technologie als Beraterin im Ressort Internationale Zusammenarbeit. Ab 1993 gehörte sie der HDZ an. Im selben Jahr wechselte sie ins Außenministerium, wo sie ab 1995 für zwei Jahre die Abteilung für Nordamerika-Beziehungen leitete. Anschließend wechselte sie als diplomatische Beraterin und später Botschaftsrätin in die Kroatische Botschaft in Kanada nach Ottawa.
Bei der Parlamentswahl in Kroatien 2003 erhielt sie ein Mandat im Sabor; in der im Dezember 2003 gebildeten Regierung von Ivo Sanader wurde sie dann Ministerin für Europäische Integration. Nach dem Rücktritt von Außenminister Miomir Žužul wurde sie dessen Nachfolgerin, und das Ministerium für Europäische Integration wurde in das Außenministerium integriert. Im Januar 2008 wurde Gordan Jandroković ihr Nachfolger.
Anschließend war sie von 2008 bis 2011 als Nachfolgerin von Neven Jurica kroatische Botschafterin in den Vereinigten Staaten und von 2011 bis 2014 stellvertretende Generalsekretärin der NATO für den Bereich Public Diplomacy.
Kolinda Grabar-Kitarović meinte Ende Juni 2017, dass den Kroaten in Bosnien und Herzegowina als eines der drei konstitutiven Völker drohe, zu einer Minderheit zu verkommen. Deshalb seien Änderungen am Wahlgesetz Bosnien-Herzegowinas unabdingbar. Sie werde immer für die Gleichberechtigung der Kroaten in Bosnien-Herzegowina eintreten. Deswegen müsse man mit größtem Ernst an die Lösung politischer Probleme herantreten.
Grabar-Kitarovic wurde am 17. Juli 2020 durch Beschluss der IOC-Session ins IOC aufgenommen.

## Präsidentschaft
Im ersten Wahlgang der Präsidentschaftswahl 2014/15 lag Kolinda Grabar-Kitarović mit 37,2 % knapp hinter Amtsinhaber Ivo Josipović (38,5 %), aber deutlich vor dem Drittplatzierten Ivan Vilibor Sinčić (16,4 %). Im zweiten Wahlgang am 11. Januar 2015 wurde sie mit 50,7 % der Stimmen zum Staatsoberhaupt gewählt und am 15. Februar 2015 vereidigt. Mit dem Amtsantritt legte sie ihre Mitgliedschaft in der Trilateralen Kommission nieder.
Bei der Präsidentschaftswahl 2019/20 unterlag sie im entscheidenden zweiten Wahlgang (Stichwahl) am 5. Januar 2020 dem SDP-Kandidaten Zoran Milanović mit 47,33 zu 52,67 Prozent der Stimmen.

## Privates
1996 heiratete sie Jakov Kitarović, den sie während der gemeinsamen Studienzeit in Zagreb kennengelernt hatte und der seine Professur an der Fakultät für Seefahrt der Universität Rijeka nach 2008 zugunsten der Karriere seiner Frau ruhen ließ und mittlerweile in der privaten Wirtschaft tätig ist. Das Paar hat eine Tochter (* 2001) und einen Sohn (* 2003).